# While Wifey Is Away
While Wifey Is Away è un cortometraggio muto del 1914 diretto da Fred Huntley.

## Trama
Rimasto da solo in casa dopo che la moglie è partita per la campagna, un giovane marito cerca di organizzare una serata di poker con gli amici.

## Produzione
Il film fu prodotto dalla Selig Polyscope Company.

## Distribuzione
Distribuito dalla General Film Company, il film - un cortometraggio di 256,64 metri - uscì nelle sale cinematografiche statunitensi il 25 marzo 1914. Nelle proiezioni, veniva programmato con il sistema dello split reel, accorpato in un'unica bobina con un altro cortometraggio prodotto dalla Selig, il cartoon Doc Yak, the Poultryman.